# Чернополосая лакедра
Чернополосая лакедра, или сериолина (лат. Seriolina nigrofasciata), — вид морских лучепёрых рыб из монотипического рода Seriolina семейства ставридовых (Carangidae). Распространены в Индо-Тихоокеанской области. Морские пелагические рыбы. Максимальная длина тела 70 см.

## Описание
Тело удлиненное, умеренно высокое и слегка сжатое с боков. Верхний профиль головы круто поднимается от окончания рыла до межглазничного пространства, затем становится немного выпуклым до начала основания первого спинного плавника. Расширенное и закруглённое окончание верхней челюсти доходит до вертикали, проходящей через задний край глаза. Очень маленькие зубы расположены на обеих челюстях широкими полосами. На первой жаберной дуге 4—10 рудиментарных жаберных тычинок. В первом спинном плавнике 7—8 коротких жёстких лучей; колючки слабые, особенно в задней части плавника, последние колючки могут быть скрыты под кожей. Во втором спинном плавнике 1 жёсткий и 30—37 мягких лучей. В анальном плавнике 1 колючий и 15—18 мягких лучей; перед плавником расположена одна колючка (обычно скрыта под кожей). Передние мягкие лучи спинного плавника удлинённые, немного длиннее грудных плавников. Брюшные плавники длиннее грудных. Нет костных щитков в боковой линии. С каждой стороны хвостового стебля проходит небольшой мясистый киль и есть по 2 канавки. Хвостовой плавник вильчатый. Позвонков: 11 туловищных и 13 хвостовых.
Верхние части головы и тела от голубовато-серого до чёрного цвета, нижние части —от белого до тёмного. У молоди по верхней части тела проходят 5—7 тёмных косых полос и пятен, которые постепенно исчезают с возрастом. Колючий спинной плавник чёрный; второй спинной и анальный плавники тёмно-коричневые, кончики передних долей белые (за исключением крупных взрослых особей); хвостовой и брюшной плавники от желтовато-коричневого до чёрного цвета.
Максимальная длина тела — 70 см, обычно до 50 см. Масса тела — до 5,2 кг.

## Биология
Морские пелагические рыбы. Обитают вдали от берега вблизи рифов над континентальным шельфом на глубине от 20 до 150 м. Ведут одиночный образ жизни. Часто следуют за крупными плактоноядными рыбами (такими как китовая акула). Питаются придонными рыбами, головоногими и креветками.

## Ареал
Широко распространены в Индо-Тихоокеанской области от юга Африки до Красного моря и Персидского залива, включая Мадагаскар, Реюньон, Маврикий и Сейшельские острова; вдоль побережья Южной и Юго-Восточной Азии до Папуа — Новая Гвинея; на север до юга Японии и на юг до Квинсленда (Австралия).